# Renné Rivas
Renne Alejandro Rivas (Puerto Ordaz, Estado Bolívar; 21 de marzo de 2003) es un futbolista venezolano que juega como defensa (lateral izquierdo) en el Al-Taawoun del Liga Profesional Saudí.

## Trayectoria
Renné Alejandro Rivas Alezones, nacido el 21 de marzo de 2003 en Puerto Ordaz, Venezuela, es un futbolista que se desempeña como lateral izquierdo.
Inició su formación futbolística en 2016, cuando se unió a las categorías juveniles del Caracas Fútbol Club. Debutó con el primer equipo el 30 de octubre de 2020 en un partido contra Gran Valencia. Durante su tiempo en el Caracas FC, Rivas disputó 90 partidos oficiales, acumulando 6.016 minutos de juego, en los cuales anotó un gol y proporcionó dos asistencias. Participó en competiciones como la Conmebol Libertadores, Conmebol Sudamericana, Liga FUTVE y Copa Venezuela.
El 28 de agosto de 2024, Rivas fue cedido por un año con opción a compra al Al-Taawoun FC de la Liga Profesional de Arabia Saudita.  Esta transferencia marcó su primera experiencia en el fútbol internacional.

## Selección nacional
A nivel de selecciones juveniles, Rivas ha representado a Venezuela en varias categorías. Fue campeón en el Torneo Élite Sub-17 en 2019 y en la Liga FUTVE Junior Sub-20 en 2021. En 2022, formó parte del equipo que obtuvo el cuarto lugar en la Conmebol Libertadores Sub-20 en Ecuador y fue subcampeón en el Torneo Maurice Revello en Francia con la selección Sub-23. Además, participó en el Torneo Preolímpico en 2024. 
En marzo de 2024, Rivas fue convocado por primera vez a la selección absoluta de Venezuela para disputar partidos amistosos previos a la Copa América.